# Inga Lindström: Zwei Ärzte und die Liebe
Zwei Ärzte und die Liebe ist ein deutscher Fernsehfilm von Peter Weissflog aus dem Jahr 2010. Er ist Bestandteil des ZDF-Herzkino-Sonntagsfilms und der 33. Film der Inga-Lindström-Reihe nach der gleichnamigen Erzählung von Christiane Sadlo. Die Hauptrollen sind mit Elzemarieke de Vos, Robert Seeliger, Michaela May und Michael Mendl besetzt.

## Handlung
Julia Helström führt zusammen mit ihrer Freundin Annika ein Reisebüro in Stockholm. Sie ist unterwegs zu ihrem Freund Magnus, der eine Arztpraxis auf der Insel Ingmarsö führt. Zudem will sie wie jeden Sommer ihrer Tante Elsa in ihrem Café aushelfen. Auch Peter Garpendahl ist dorthin unterwegs. Er zieht für immer um. Auf der Fähre stößt Julia mit einem netten Mann zusammen und verschüttet seinen Kaffee. Sie kommen ins Gespräch müssen aber bald aussteigen. Zuhause angekommen erfährt sie von Magnus, dass er unerwartet für drei Wochen zu einer Fortbildung nach Marseille reist. Er wartet nur noch auf seine Vertretung Henrik Lindberg. Erstaunt stellt Julia fest, dass es der Mann ist, den sie vorher auf der Fähre kennengelernt hat. Zunächst hat Julia etwas dagegen, dass er bei ihr im Haus wohnen soll, dann willigt sie doch ein.
Als Elsa unterwegs ins Café ist, trifft sie auf Peter, der gerade angekommen ist. Er erklärt ihr, dass er das Nachbarhaus gekauft hat. Sie trauert immer noch um ihren vor zwei Jahren verstorbenen Mann Jan. Deshalb fehlt ihr auch die Motivation, den Schuppen neben dem Café zu einem Tanzlokal umzubauen. Peter ist verärgert, weil das Haus nicht wie versprochen bereits renoviert ist. Dabei sollten die Möbel heute noch geliefert werden. Sein Makler Jan Hinter kommt gerade vorbei und versucht sich herauszureden, weshalb die Arbeiten nicht ausgeführt wurden. Dann fährt er einfach davon. Auch der Fahrer vom Umzugsunternehmen meldet sich noch bei Peter, wegen einer Panne am Lastwagen verzögert sich die Lieferung.
Als Julia am Abend nach Hause kommt, trifft sie Henrik, der nackt im Pool schwimmt. Es ist ihr peinlich, ihm nicht wirklich. Sie trinken zusammen ein Glas Wein, er bietet an, etwas zu essen zu kochen. Als sie mitten am Essen sind erreicht ihn ein Notruf, er muss weg. Am nächsten Morgen werden die Möbel von Peter dann doch noch geliefert, doch im Haus ist noch kein Platz. Julia hat eine Idee, wie sie Peter helfen kann. Sie sucht zusammen mit Lasse, dem Mitarbeiter von Elsa, nach alten Sonnenschirmen im Schuppen. Dabei kommt ein Wespennest zum Vorschein und Lasse wird gestochen. Da er allergisch darauf reagiert, muss Henrik sofort zu Hilfe kommen. Als Henrik sich danach mit Julia zum Abendessen verabreden will, überkommt es ihn und er küsst sie spontan. Am Abend überrascht er sie mit einem Picknick am Ufer. Sie sprechen über die Liebe, er versucht sie wieder zu küssen, sie weicht aber aus.
Peter besucht Elsa im Café, er sucht Rat bei der Renovation seines Hauses. Wie sich herausstellt, war es nur ein Vorwand, um Zeit mit ihr zu verbringen. Auf dem Nachhauseweg trifft Elsa auf Julia, die total verwirrt ist. Sie erzählt ihr davon, was mit Henrik passiert ist und dass sie nicht weiß, was sie fühlen soll. Elsa rät ihr, auf ihr Herz zu hören. Am nächsten Tag schickt Elsa Julia zu ihrem Lieferanten, um die neuen Tischdecken abzuholen. Sie macht unterwegs einen Stopp bei ihrem Haus, wo Henrik am Steg steht. Sie küssen sich und schlafen danach miteinander. Magnus kommt überraschend früher aus Marseille zurück. Er fragt bei Elsa nach, wo Julia ist, sie sagt ihm, sie sei für sie unterwegs. Also geht er nach Hause, wo er das Liebespaar überrascht. Julia kann gerade noch verschwinden, bevor Magnus sie entdeckt.
Magnus übernimmt die Praxis wieder, er bietet Henrik aber an, dass er noch weiter im Haus wohnen kann, sofern er noch bleiben möchte. Julia ist noch mehr verwirrt, sie weiß nicht mehr, wen sie wirklich liebt. Peter hat festgestellt, dass sein Dach undicht ist. Er fragt Elsa nach Hilfe. Sie kennt aber auch keinen Dachdecker. So versucht er sich allein und stürzt vor den Augen Julias vom Dach. Da Magnus gerade beschäftigt ist, kommt Henrik vorbei und untersucht Peter. Er anerbietet sich, ihm bei der Reparatur zu helfen. Julia will das nicht, aber Henrik macht ihr klar, dass er auch ihretwegen bleibt. Julia geht zu Elsa, eigentlich will sie ihr helfen, aber schlussendlich sprechen sie nur über ihre Gefühle.
Annika ruft Julia an, weil die Wohnung über dem Reisebüro einen Wasserrohrbruch hat und nun alles zu ihnen hinunterläuft. Julia verspricht ihr, am nächsten Tag vorbeizukommen. Henrik sucht Rat bei Peter, der hat aber selbst Probleme, weil er nicht weiß, wie er Elsa beeindrucken soll. Da Henrik Tango tanzen kann, bittet er ihn, ihm den Tanz beizubringen. Peter trifft sich mit Elsa und fragt sie, ob sie sich vorstellen kann, sich nochmals zu verlieben. Julia schaut sich im Reisebüro die Katastrophe an und ist froh, dass Annika wenigstens die wichtigen Sachen retten konnte. Henrik ist mit Peter am Fischen, als Peter ihn fragt, weshalb er eigentlich nicht in Stockholm ist.
Vor der Arztpraxis taucht plötzlich Catherine, die neue Freundin von Magnus auf, die er in Marseille kennen und lieben gelernt hat. Sie ist enttäuscht, weil er noch nicht mit Julia gesprochen hat. Henrik taucht im Reisebüro auf und will, dass sie mit ihm auf die Insel zurückkehrt. Catherine möchte, dass Magnus mit ihr nach Marseille zurückkehrt, er überlegt sich, ob er die Praxis an Henrik verkaufen soll. Elsa hat sich endlich entschieden, das Tanzlokal einzurichten und erzählt Julia die Neuigkeit. Da kommen Magnus und Catherine dazu, er beichtet Julia, dass er sich in Catherine verliebt hat. Julia erzählt ihm auch die Wahrheit über Henrik und sie. Peter und Henrik waren in der Zwischenzeit mit dem Boot unterwegs, um Holz zu holen. Da ein Sturm aufkam und die Küstenwache das Boot verlassen vorfindet, machen sich Elsa und Julia auf die Suche nach ihnen. Glücklicherweise finden sie sie unversehrt auf einem Felsen. Beide Paare versprechen sich, dass sie sich nie mehr trennen wollen. Die Eröffnung des Tanzlokals wird ein großer Erfolg.

## Hintergrund
Zwei Ärzte und die Liebe wurde vom 10. August bis zum 4. September 2010 unter dem Arbeitstitel Mittsommertango an Schauplätzen in Schweden gedreht. Produziert wurde der Film von der Bavaria Fiction GmbH.

## Rezeption

### Einschaltquote
Die Erstausstrahlung am 4. April 2010 im ZDF wurde von 5,01 Millionen Zuschauern gesehen, was einem Marktanteil von 15,5 % entspricht.

### Kritiken
Die Kritiker der Fernsehzeitschrift TV Spielfilm zeigten mit dem Daumen nach unten und fassten den Film mit den Worten „Alte Geschichte – nur mit andrem Personal“ kurz zusammen.